# Chiesa di San Martino Vescovo (Codigoro)
La chiesa di San Martino Vescovo è la parrocchiale di Codigoro, in provincia di Ferrara ed arcidiocesi di Ferrara-Comacchio. Inoltre, è compresa nel vicariato di San Guido Abate.

## Storia
La prima citazione di una chiesa a Codigoro risale al 1155; in un documento del 1565 la stessa, che era in stile romanico, è definita pieve. La chiesa venne poi riedificata con dimensioni maggiori nel 1535. Questo edificio, a causa di millantati cedimenti strutturali mai comprovati, fu chiuso al culto nel 1902 e demolito nel 1917 per ingrandire la piazza; venne mantenuto il presbiterio, che fu convertito in magazzino. La torre campanaria, che era stata dichiarata da tempo monumento nazionale, venne atterrata nel 1918. L'amministrazione di allora decise che la chiesa non sarebbe stata ricostruita e che i fedeli, piuttosto esigui tenendo conto del fatto che allora gli abitanti di Codigoro erano per la maggior parte anticlericali, avrebbero usufruito della chiesa cimiteriale della Beata Vergine del Rosario. 
Dopo la seconda guerra mondiale l'interesse per l'antica chiesa di San Martino rinacque e si deliberò di riedificarla in forme maestose; il progetto fu affidato al veronese Enea Ronca. L'attuale parrocchiale venne costruita tra il 1951 ed il 1952 e consacrata in quello stesso anno dal vescovo di Comacchio Natale Mosconi. Nel 1980 furono realizzate la sagrestia e l'abside; nel 2000 la facciata venne arricchita da quattro statue collocate nelle nicchie della facciata, ma, qualche anno dopo, furono giudicate sproporzionate e, pertanto, rimosse nel 2018.